# Stadio Mineirinho
Lo stadio Giornalista Felipe Drummond (in portoghese Estádio Jornalista Felipe Drummond), meglio noto come Mineirinho Arena o semplicemente Mineirinho, è un palazzo polisportivo situato nella città brasiliana di Belo Horizonte. Inaugurato nel 1980, è così chiamato per la sua vicinanza allo stadio Mineirão.
La costruzione è di proprietà del governo di Minas Gerais ed è finalizzata ad ospitare partite di pallavolo, calcio e pallacanestro, così come eventi di arti marziali miste e concerti musicali. L'edificio ha una capacità di 25 000 posti a sedere,  che lo rendono l'arena coperta più grande del paese.